# Ostend Challenger 1994
L'Ostend Challenger 1994 è stato un torneo di tennis facente parte della categoria ATP Challenger Series nell'ambito dell'ATP Challenger Series 1994. Il torneo si è giocato a Ostenda in Belgio dall'11 al 17 luglio 1994 su campi in terra rossa.

## Vincitori

### Singolare
Christian Ruud ha battuto in finale  Johan Van Herck con il punteggio di 2–6, 6–4, 6–1

### Doppio
Marcos Górriz /  Libor Pimek hanno battuto in finale  Jeff Belloli /  Martin Zumpft con il punteggio di 7–6, 2–6, 6–4